# Ивано-Константиновское
Ивано-Константиновское — деревня в Одинцовском районе Московской области, в составе сельского поселения Ершовское. Население 3 человека на 2006 год, в деревне числятся 2 садовых товарищества. До 2005 года Ивано-Константиновское входило в состав Каринского сельского округа. Село возникло в первой половине XX века в результате объединения Малого Хаустова и Среднего Хаустова (ранее — Хаустова-Преображенского).
Деревня расположена на северо-западе района, примерно в 14 километрах на запад от Звенигорода, на левом берегу реки Молодельни, высота центра над уровнем моря 200 м.